# Thorleif Schjelderup
 Der er flere personer med dette navn, se Thorleif Schjelderup (flertydig).
Thorleif Schjelderup (født 20. januar 1920 i Aker, død 28. maj 2006 i Oslo) var en norsk skihopper og forfatter.  

## Idrætskarriere
Han deltog i vinter-OL 1948, hvor han lå nummer fire efter første hop, og han var stabil nok til at udnytte, at finnen Matti Pietikäinen ikke kunne holde sin føring fra første runde. Schjelderup rykkede dermed en placering op og fik bronze i en konkurrence, hvor nordmændene var totalt dominerende, idet Petter Hugsted vandt guld og Birger Ruud sølv.
Schjelderup var den første nordmand som hoppede over 100 m på ski, da han sprang 106 m i Planica, Jugoslavien i 1950. Schjelderup opnåede en række fine placeringer ved Holmenkollen Skifestival, blandt andet to andenpladser i henholdsvis 1946 og 1948.
Han var instruktør for først det italienske landshold (1953-1956) og bagefter for det norske skihoplandshold (1957-1962).

## Privatliv
Han var søn af højesteretsdommer Ferdinand Schjelderup. Han var gift med skuespilleren Sossen Krohg (1942-1947, to børn), senere med sangerinden Anne Brown (1942-1969); de fik datteren Vaar Schjelderup (født 1951). Endelig boede han sammen med sangeren Ranveig Eckhoff (1968-1985); de boede i flere år i Stockholm og arbejdede sammen om mange af hans film.
Han var som sin far uddannet jurist og samtidig kendt som idealist, der især agiterede for personlig frihed og mod til at være sig selv. Han var specielt interesseret i smalfilm og levede som foredragsholder og skribent, samt forfatter af bøger relateret til friluftsliv og rejseliv.  Som sin far, var han også medlem af Norsk Tindeklub.